# 西港 (印第安納州)
西港（英語：Westport）是一個位於美國印第安納州第開特縣的城鎮。

## 地理
西港的座標為39°10′34″N 85°34′27″W / 39.17611°N 85.57417°W，而該地的平均海拔高度為248米（即814英尺）。

## 人口
根據2010年美國人口普查的數據，西港的面積為3.45平方千米，當中陸地面積為3.42平方千米，而水域面積為0.03平方千米。當地共有人口1379人，而人口密度為每平方千米400人。